# Buckland (Alasca)
Buckland é uma cidade localizada no estado americano de Alasca, no Distrito de Northwest Arctic.

## Demografia
Segundo o censo americano de 2000, a sua população era de 406 habitantes. 
Em 2006, foi estimada uma população de 424, um aumento de 18 (4.4%).

## Geografia
De acordo com o United States Census Bureau, a localidade tem uma área de 3,7 km², dos quais 3,2 km² cobertos por terra e 0,5 km² cobertos por água.

## Localidades na vizinhança
O diagrama seguinte representa as localidades num raio de 104 km ao redor de Buckland. 